# Ащисай (Чингірлауський район)
Ащиса́й (каз. Ащысай) — село у складі Чингірлауського району Західноказахстанської області Казахстану. Адміністративний центр Ащисайського сільського округу.
У радянські часи село називалось Жанакора.
Населення — 511 осіб (2021; 698 у 2009, 937 у 1999, 1392 у 1989).